# 埃里克·科尔
埃里克·科尔（英語：Erik Cole，1978年11月6日—），美国男子冰球运动员，场上位置是前锋。他曾代表美国国家队参加2006年冬季奥林匹克运动会冰球比赛，获得第8名。